# Târnava Mică
La Târnava Mică (Petite Târnava, Kis Küküllő en hongrois, Kleine Kokel en allemand) est une rivière du centre de la Roumanie.

## Géographie
La Târnava Mică prend sa source dans les monts Gurghiu, dans les Carpates orientales intérieures, près du col de Bucin (Pasul Bucin) à 1 190 m d'altitude avant de couler dans le sens nord-est/sud-ouest sur le Plateau de Târnava (Podișul Târnavelor) et de s'unir avec la Târnava Mare en aval de la ville de Blaj pour former la Târnava à 223 m d'altitude.
La Târnava Mică prend sa source dans le județ de Harghita, s'écoule ensuite successivement dans le județ de Mureș et dans celui de Alba.
Elle traverse successivement les villes de Sovata, Sângeorgiu de Pădure, Mureș, Târnăveni et Blaj.

## Hydrographie
La Tarnava Mică est un sous-affluent de la rive gauche du Mureș. 
Lors des inondations de 1975, son débit habituel de 10 m3/s est passé à 630 m3/s.